# Glossopetalon spinescens
Glossopetalon spinescens är en tvåhjärtbladig växtart som beskrevs av Asa Gray. Glossopetalon spinescens ingår i släktet Glossopetalon och familjen Crossosomataceae.

## Underarter
Arten delas in i följande underarter:
- G. s. aridum
- G. s. meionandrum
- G. s. microphyllum
- G. s. planitierum
- G. s. spinescens

## Bildgalleri

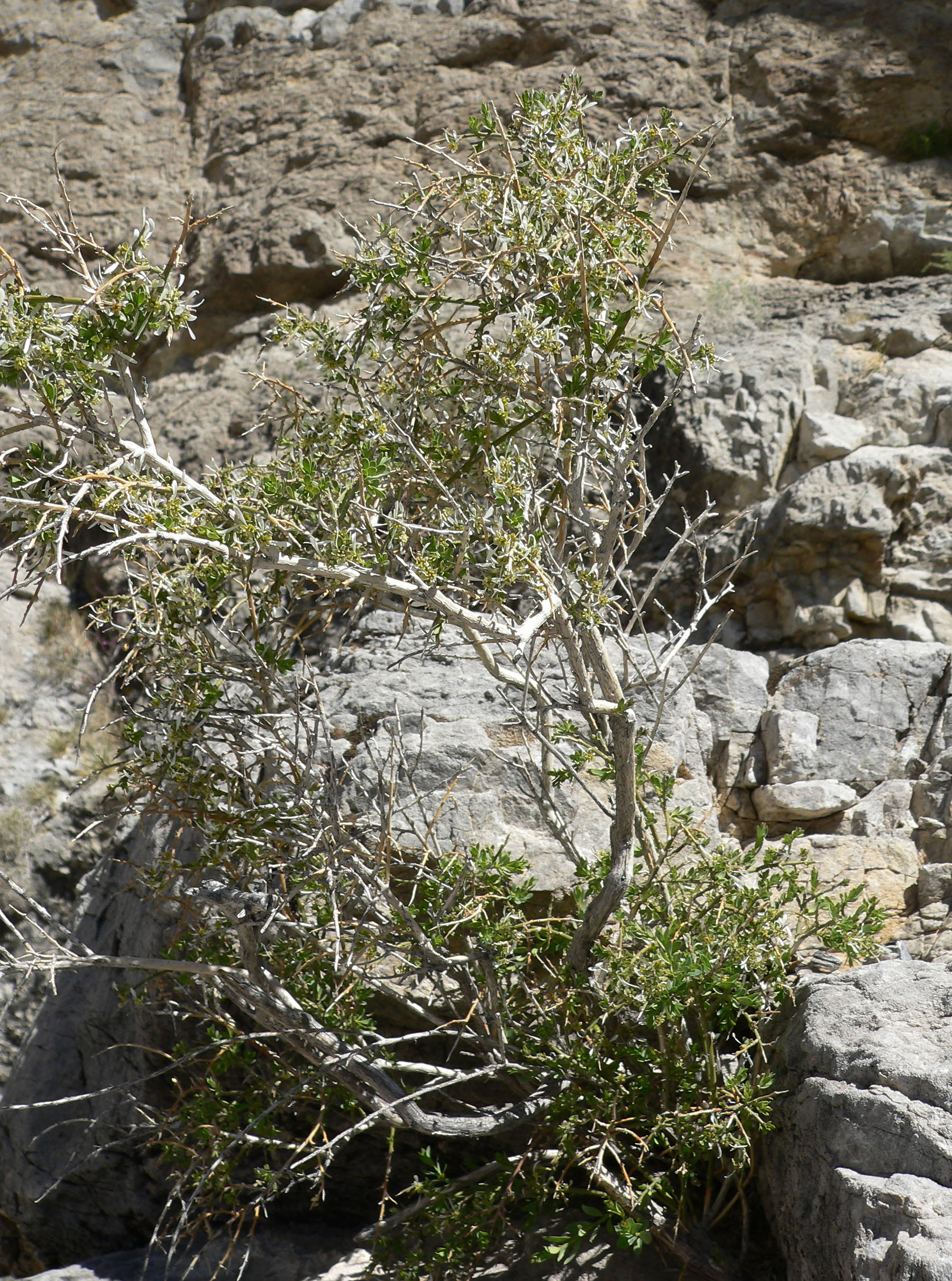
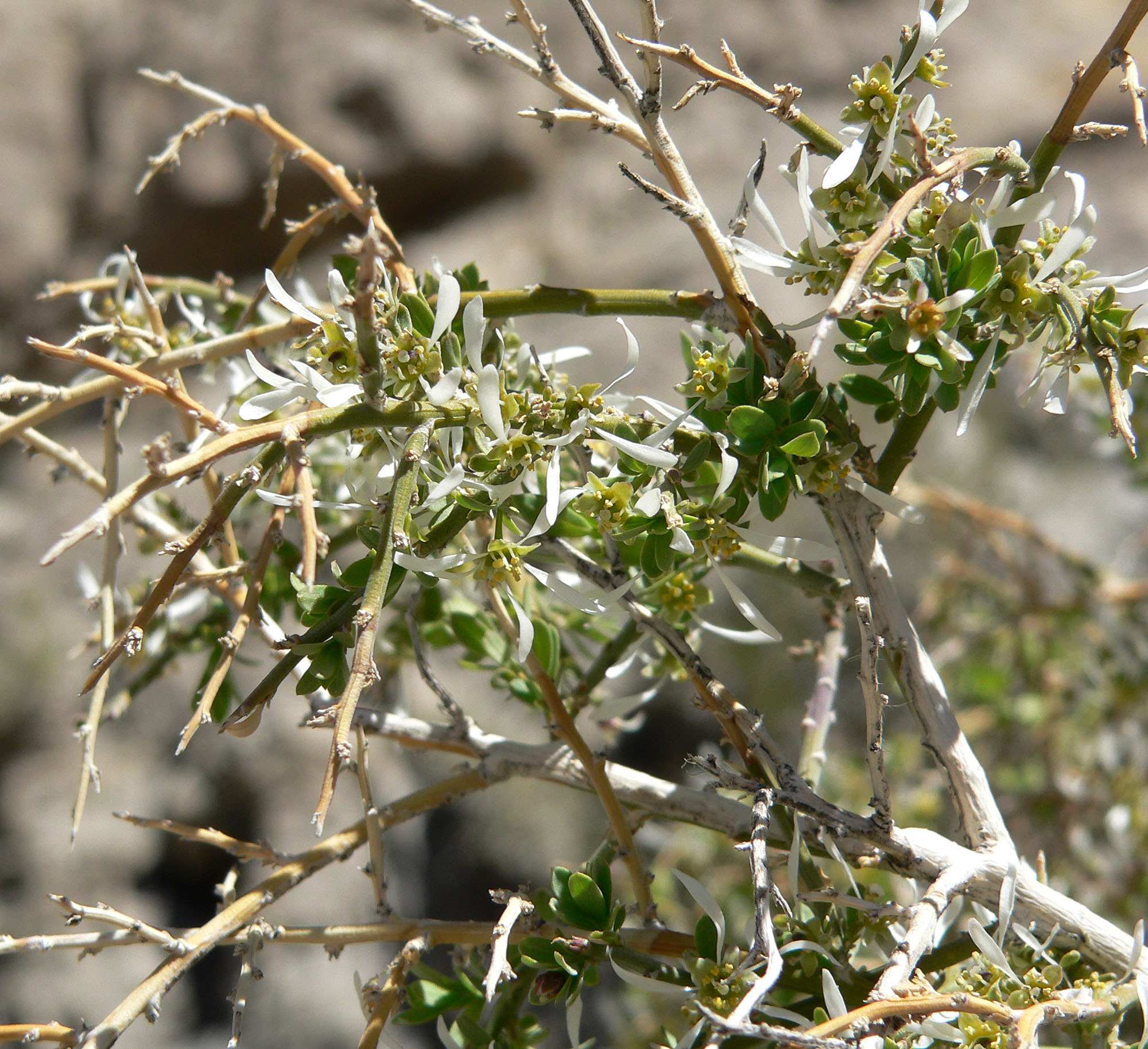
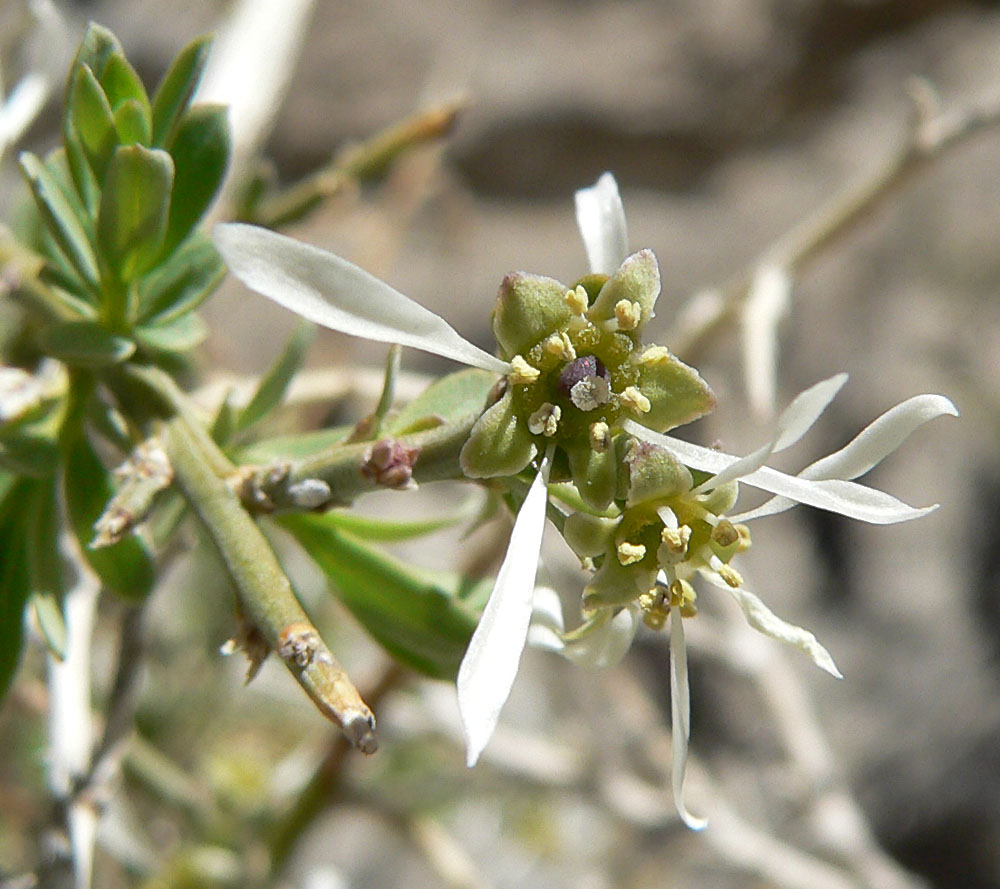
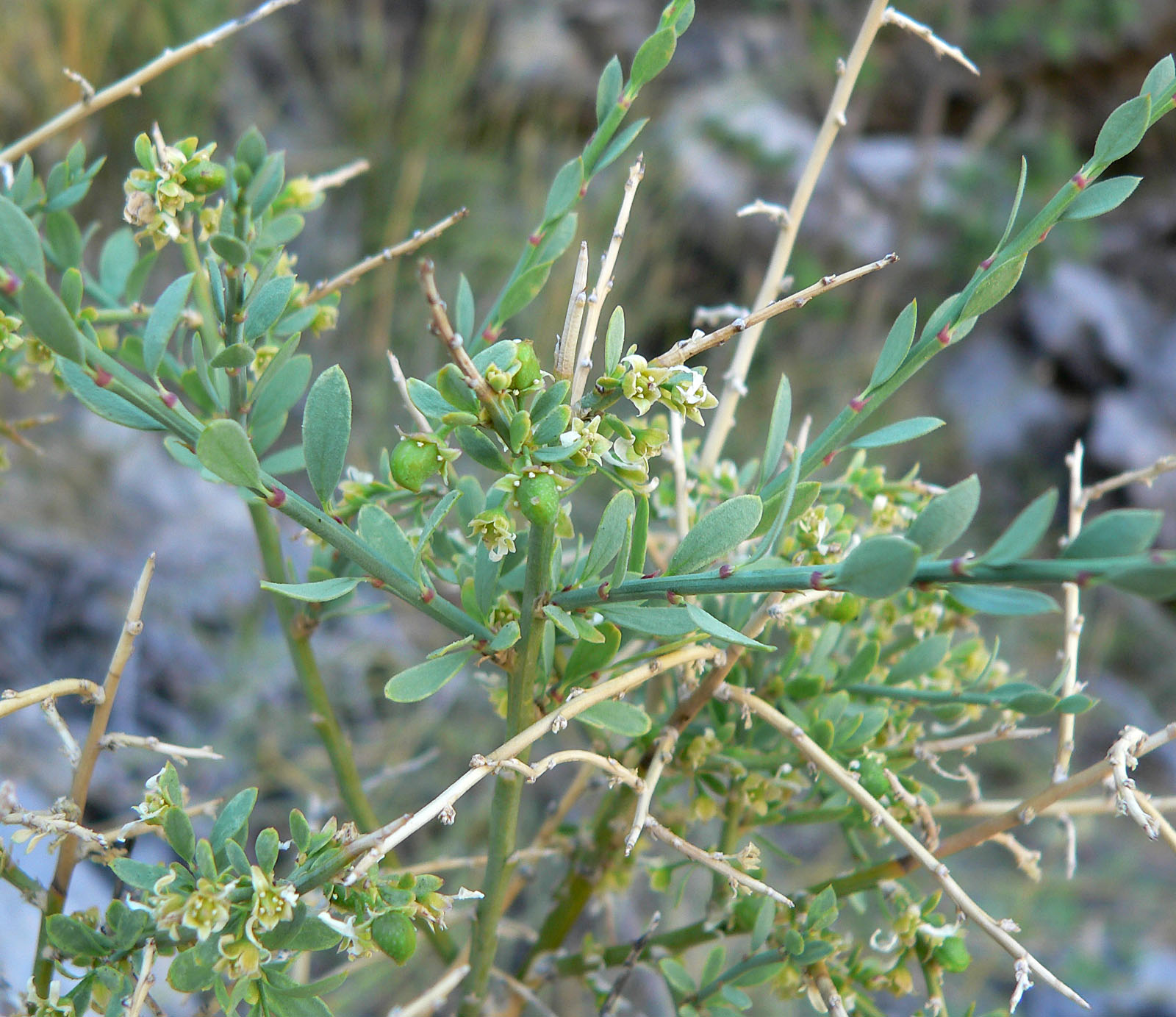